# David Pintó Codinasaltas
David Pintó Codinasaltas (Manresa, Bages, 14 de juliol de 1977) és un actor, director de teatre i adaptador i lletrista de cançons català llicenciat en interpretació de teatre musical per l'Institut del teatre l'any 2001. Va ser el cofundador el 1995, amb només divuit anys, de l'Associació cultural El Galliner, impulsors de la renovació del Teatre Kursaal de Manresa.
Com actor ha treballat amb la companyia Roseland Musical: El país sense nom al TNC (2001) i La Cubana amb l'espectacle Mamá, quiero ser famoso (2003-2006). Des de 2006 es dedica a la direcció d'escena debutant amb el musical John i Jen d'Andrew Lippa que va rebre dues nominacions als Premis Butaca de l'any 2007.
És autor entre d'altres de la traducció del musical El despertar de la primavera (2016), Adéu a Berlin (2001) conjuntament amb Daniel Anglès i El dia de la marmota (2024) Ha estat ajudant de direcció dels espectacles  Mar i Cel (2014) (2024), Scaramouche (2016), 73 raons per deixar-te (2015), Cabaret (2017), El Llibertí (2018), Pel davant i pel darrere (2018). És l'autor del manual d'interpretació L'Artesania del Teatre Musical editat per l'Institut del Teatre (2020).

## Treballs
Direcció
- 2006 - John i Jen d'Andrew Lippa[16]
- 2009 - Danny i Roberta de John Patrick Shanley amb Anna Moliner i Xavi Álvarez[17]
- 2011 - Flor de Nit (en versió concert) d'Albert Guinovart, Manuel Vázquez Montalbán i Dagoll Dagom[18]
- 2012 - Over the Moon
- 2013 - Bandalismes amb Lloll Bertran i la Banda Municipal de Barcelona al teatre Grec[19]
- 2014 - Mares i filles amb Nina i Mariona Castillo[20] escrit amb Clara Peya
- 2015 - A la burgesa, basat en una història d'Arthur Schnitzler[21] escrit amb Dani Campos
- 2015 - Ozom (2015),[22]
- 2016 - Dolce Vita[23]
- 2016 - Les dones de Guido Contini, a partir del musical Nine amb Mariona Castillo[24]
- 2018 - 25 il·lusions del mag Lari.[25]
- 2018 - Mort a les cunetes amb Joan Valentí[26]
- 2020 - Molotov, vida y muerte de Cipriano Martos amb Joan Valentí[27]
- 2021 - La sombra de Audrey de Dan Rebellato[28]

## Premis
- 2019: Premi a millor espectacle, a la 24a Mostra de Teatre de Barcelona, per Mort a les Cunetes.[20]